# Ramten Sø
Ramten Sø er en 29 hektar sø der ligger i et dødislandskab syd for Dystrup Sø mellem Stenvad og Ramten i Norddjurs Kommune på Djursland. Ramten Sø og Dystrup Sø var sammenhængende indtil et landindvindingsprojekt i 1930'erne sænkede vandstanden ca. 1 meter, så den nu kun er omkring 1,2 meter. I dag er søerne adskilte, men forbundet via en smal kanal ved Tingbæk Mose. Ca. 200 meter øst for søen ligger Huldremose, hvor Huldremosekvinden blev fundet i 1879 i forbindelse med tørvegravning. Nimtofte Å har sit udspring i Ramten Sø, der har udløb ve vestbredden.
Søen er en del af en større naturfredning fra 1971, på i alt 190 hektar. Fredningen er begrundet med væsentlige geologiske og ornitologiske interesser og omfatter desuden Dystrup Sø, Huldremose og et større område vest og nordøst for søerne.

## Eksterne kilder og henvisninger
- Om fredningen på fredninger.dk
- Om kommunens vandhandleplan for søerne Arkiveret 6. februar 2016 hos  Wayback Machine
- Ramten dødislandskab Arkiveret 6. februar 2016 hos  Wayback Machine
- Om søerne på geus.info
- Hotelejer ville tørlægge Ramten-Dystrup Søer på dettabteland.dk